# 마이클 윈즐로
마이클 윈즐로(영어: Michael Winslow, 영어 발음: /ˈwɪnzloʊ/, 1958년 9월 6일 ~ )는 미국의 배우, 스탠드업 코미디언, 비트박서이다. 폴리스 아카데미 프랜차이즈(1984-1998)의 라벨 존스 역으로 유명하다.
성대모사의 달인으로 거의 모든 소리를 낼 수 있으며 이 능력을 이용해 스탠드업 코미디언으로 활동하다가 폴리스 아카데미 시리즈에 캐스팅 되었다.

## 출연 작품

### 영화
- 그렘린 (1984)
- 폴리스 아카데미 (1984)
- 폴리스 아카데미 2 - 첫임무 (1985)
- 폴리스 아카데미 3 - 재훈련 (1986)
- 폴리스 아카데미 4 - 시민 순찰대 (1987)
- 폴리스 아카데미 5 - 마이애미 비치 임무 (1988)
- 폴리스 아카데미 6 (1989)
- 폴리스 아카데미 7 - 모스크바 임무 (1994)

### 텔레비전
- 엑스트라라지 (1993, Extralarge)
- 폴리스 아카데미: 더 시리즈 (1997-98)